# Isabella Thomsen
Isabella Rosenby Thomsen (* 11. Oktober 1985) ist eine dänische ehemalige Handballspielerin.
Thomsen begann das Handballspielen bei Rødovre HK. Über den Verein FIF gelangte sie 2004 zu Slagelse DT. Mit Slagelse feierte die 1,82 m große Torhüterin im Jahr 2005 mit dem Gewinn der EHF Champions League ihren bisher größten Erfolg. Nachdem Thomsen in der Saison 2006/07 für Horsens HK aktiv gewesen war, wechselte sie zum deutschen Bundesligisten Thüringer HC. Im Laufe der Saison 2007/08 verließ die Dänin jedoch den Verein, da ihre Mutter schwer erkrankte. Ab Februar 2008 stand sie beim schwedischen Erstligisten Team Eslöv zwischen den Pfosten. Von September 2008 bis 2009 stand sie wieder bei Slagelse unter Vertrag. Nach einer Pause war sie bis zu Ende ihrer Karriere bei Roskilde Håndbold aktiv.
Thomsen bestritt für Dänemark insgesamt 63 Nachwuchs-Länderspiele (6 Tore) und wurde zur besten Torfrau der Juniorinnen-Europameisterschaft 2004 gewählt.